# Smidtia trisetosa
Smidtia trisetosa är en tvåvingeart som beskrevs av Hiroshi Shima 1996. Smidtia trisetosa ingår i släktet Smidtia och familjen parasitflugor. Inga underarter finns listade i Catalogue of Life.